# Фејетвил (Алабама)
Фејетвил (енгл. Fayetteville) насељено је место без административног статуса у америчкој савезној држави Алабама.

## Демографија
По попису из 2010. године број становника је 1.284.
| Група             | 2000.    | 2010.         |
| Белци             | 0 (0,0%) | 1.245 (97,0%) |
| Афроамериканци    | 0 (0,0%) | 17 (1,3%)     |
| Азијати           | 0 (0,0%) | 0 (0,0%)      |
| Хиспаноамериканци | 0 (0,0%) | 4 (0,3%)      |
| Укупно            | 0        | 1.284         |